# Alfred Jodl
Alfred Josef Ferdinand Jodl (nascido Baumgärtler; Würzburgo, 10 de maio de 1890 – Nuremberg, 16 de outubro de 1946) foi um oficial militar alemão integrante da cúpula do governo nazista de Adolf Hitler.
Chefe do Alto-Comando da Wehrmacht durante a Segunda Guerra Mundial, foi julgado por crimes de guerra e crimes contra a humanidade, sendo executado na forca após ter sido sentenciado à morte nos Julgamentos de Nuremberg.

## Carreira e guerras
Jodl, cujo nome de batismo era Alfred Josef Ferdinand Baumgärtler, graduou-se pela Escola de Cadetes de Munique em 1910, e integrou-se ao exército na arma da artilharia. Durante a Primeira Guerra Mundial, serviu como comandante de bateria na frente ocidental de 1914 a 1916, sendo ferido duas vezes. Servindo brevemente na frente oriental em 1917, voltou ao ocidente logo depois como oficial de estado-maior, ficando nesta função até a rendição alemã em 1918. Após a guerra, ele continuou no exército e integrou as forças armadas limitadas pelo Tratado de Versalhes.
Reconhecido como um oficial de futuro por seus comandantes durante os últimos dias da República de Weimar, Jodl conheceu Hitler pela primeira vez apenas em setembro de 1939, já no início da Segunda Guerra Mundial. Nos momentos anteriores ao início do conflito, foi designado comandante de artilharia (Artilleriekommandeur) da 44.ª Divisão durante o Anschluss, a anexação da Áustria pela Alemanha Nazista. A partir daí atuaria como Chefe de Operações do Estado-maior da OKW até o fim da guerra na Europa, em maio de 1945.
Jodl foi o general que assinou, em 28 de outubro de 1942, a ordem de comando que determinava que comandos aliados capturados não deveriam ser tratados como prisioneiros de guerra, assim como a ordem, com relação aos soviéticos, que comissários políticos capturados deveriam ser fuzilados.
Ferido junto com Hitler no atentado de 20 de julho de 1944, Jodl manter-se-ia leal ao Führer até ao fim, e foi um dos oficiais do alto escalão nazista que assinou a rendição incondicional das forças alemãs em Reims a 7 de maio de 1945, como representante do então presidente designado por Hitler, o almirante Karl Dönitz.

## Julgamento e execução

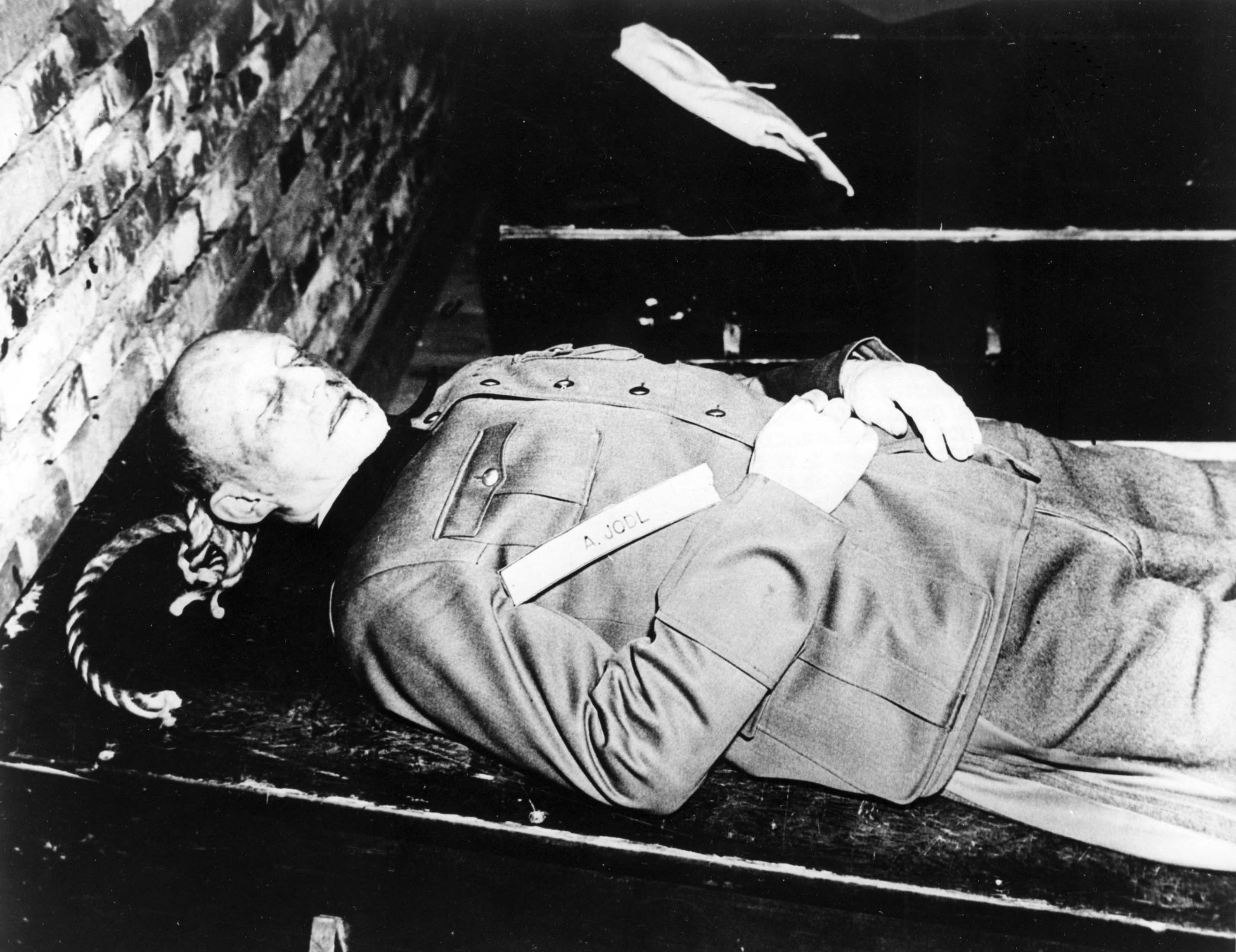
O corpo de Alfred Jodl após a execução.

Após a rendição da Alemanha, Jodl foi preso e transferido para o campo de prisioneiros alemães em Flensburg. Levado diante do Tribunal Militar Internacional, criado pelos Aliados para os Julgamentos de Nuremberg, foi acusado de conspiração para cometer crimes contra a paz; planejamento e início de guerra de agressão; crimes de guerra e crimes contra a humanidade.
As principais acusações contra ele vieram de sua assinatura em ordens que estabeleciam a execução sumária de comissários políticos e comandos capturados, além de participação em ordens de deportação de cidadãos de países ocupados. Sua assinatura em documentos que ordenavam a deportação de judeus dinamarqueses para campos de concentração foi exibida como prova. Apesar de negar as acusações, a corte de Nuremberg manteve a acusação de culpabilidade e cumplicidade baseada nestas evidências.
Considerado culpado em quatro acusações, Jodl foi condenado à morte e enforcado - foi negado seu pedido de ser executado por um pelotão de fuzilamento  - junto com outros dirigentes nazistas, em 16 de outubro de 1946.

## Controvérsias
O veredito dado a Jodl foi depois motivo de controvérsias nos círculos militares norte-americanos, por igualá-lo a outros criminosos nazistas notórios. Em 28 de fevereiro de 1953, a Corte de Desnazificação de Munique (München Hauptspruchkammer) absolveu Jodl postumamente das principais acusações levantadas contra ele em Nuremberg, citando o copresidente francês do tribunal, que considerava o veredito um erro. Suas propriedades, que haviam sido confiscadas em 1946, foram devolvidas à sua viúva.
Seu julgamento foi revogado em 3 de setembro de 1953 pelo Ministério da 
Liberação Política, da Baviera, com o apoio de vários oficiais aliados ocidentais. Foi inocentado oficialmente de todos os quatro pontos principais das acusações seis anos após sua execução.